# گروه بایک
گروه بایک (به چینی: 北京汽车工业控股有限责任公司) شرکت هلدینگ خودروسازی دولتی چینی است، که در زمینه تولید خودرو و همچنین مونتاژ محصولات شرکت‌های هیوندای موتور و مرسدس بنز فعالیت می‌کند.
گروه بایک در سال ۱۹۸۵ توسط دولت چین و با مشارکت شرکت‌های دایملر آگ و هیوندای موتور راه‌اندازی شد.
دفتر مرکزی این شرکت در شهر پکن، چین قرار دارد. این شرکت اکنون پنجمین تولیدکننده بزرگ خودرو در چین می‌باشد. این شرکت از نظر شمار خودروهای تولیدشده در سال ۲۰۱۳ به‌عنوان بیستمین خودروساز بزرگ جهان شناخته شد.